# Эль-Дераа, Сейф
Сейф Эль-Дераа (араб. سيف الدرع‎; род. 19 сентября 1998, Каир) — египетский гандболист, выступает за гандбольный клуб «Лимож» и сборную Египта по гандболу. Двукратный чемпион Африки 2022 и 2024 годов, серебряный призёр Африканских игр 2019 года и Средиземноморских игр 2022 года. Участник двух летних Олимпийских игр 2020 и 2024 года.

## Карьера

### Клубная
Уже в возрасте шести лет Сейф Эль-Дераа начал заниматься гандболом. В 2017 году входил в состав мужской команды «Хелиополис», выступающей в первом египетском дивизионе. В сезоне 2021/22 годов перешел в клуб к действующему чемпиону Египта «Замалек».
С лета 2022 года играет за клуб первого дивизиона Франции «Лимож».

### Международная карьера в сборной
Сейф Эль-Дераа в 2019 году выиграл бронзовую медаль чемпионата мира среди юношей до 21 года в составе юношеской сборной Египта. В том же году в составе первой сборной вышел в финал Африканских игр. Год спустя стал чемпионом Африки.
Принимал участие в летних Олимпийских играх в Токио. Сборная Египта сыграла в матче за бронзовые медали, в котором уступила Испании со счётом 31:33.
Выиграл серебряную медаль на Средиземноморских играх 2022 года и золотую медаль на чемпионате Африки 2022 года.
В августе 2024 года был включён в состав Египта на Олимпийский турнир по гандболу. Сборная Египта уступила в четвертьфинале сборной Испании в дополнительное время со счётом 28:29.